# Ust´-Łabinsk
Ust´-Łabinsk (ros. Усть-Лабинск) – miasto w Rosji, w Kraju Krasnodarskim, siedziba administracyjna rejonu ust´-łabinskiego.
Miasto położone na prawym, wysokim brzegu rzeki Kubań; naprzeciw miasta do Kubania wpada rzeka Łaba. W 1778 roku powstały umocnienia w rejonie ujścia Łaby pod nazwą Reduta Aleksandrowska (Александровский редут). Prace zakończono w 1793 roku i nadano im nazwę Ust´-Łabinskaja (Усть-Лабинская). W roku 1794 stanica została zasiedlona przez kozaków dońskich. Od 1958 status miasta.